# Bogotá Fútbol Club Femenino
El Bogotá F.C. Femenino es un club de fútbol femenino vinculado al Bogotá F.C., cuyo primer equipo militó en la segunda edición de la Liga Profesional Femenina de fútbol de Colombia en 2018, la máxima competición de fútbol femenino en Colombia.

## Historia
El equipo no fue presentado oficialmente aunque realizó una convocatoria para sus integrantes en la ciudad de Bogotá. 
El club accedió a la disputa del torneo profesional colombiano haciendo uso de su derecho a participar merced a contar con reconocimiento deportivo de Coldeportes y la Dimayor.
Para la primera participación en la Liga Femenina, conformó el grupo A con Equidad, Santa Fe, Fortaleza, Deportivo Pasto y Patriotas. El equipo debutó profesionalmente el 11 de febrero de 2018, empatando 0-0 a Fortaleza. 

## Datos del club
- Temporadas en 1ª: 1
- Mejor posición en 1ª: 5a
- Primer partido oficial: Bogotá FC 0-0 Fortaleza.
- Mayor goleada en contra en un partido de Liga Femenina: Bogotá FC 0-10 Santa Fe, 17 de febrero de 2018

## Palmarés

### Torneos nacionales oficiales
| Competición Nacional | Títulos | Subtítulos |
| -------------------- | ------- | ---------- |
| Liga colombiana      | -       | -          |